# Línea São Domingos-Pomarão

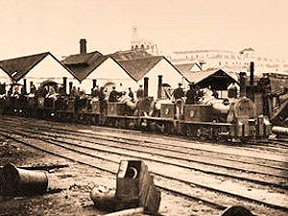
Línea férrea en 1880.

Línea aislada del resto del sistema ferroviario portugués; unía la estación fluvial de Pomarão (Río Guadiana) a la Mina de São Domingos (extracción de pirita) con una extensión total de aprox. 15 km con tres estaciones intermedias, al este del ayuntamiento de Mértola. Fue una de las primeras líneas de ferrocarril construidas en Portugal, datando de 1858 (apenas dos años después la inauguración del tramo Lisboa-Carregado, en la Línea del Norte); fue cerrada en la década de 1970.